# Mount Lanning
Mount Lanning är ett berg i Antarktis. Det ligger i Västantarktis. Chile gör anspråk på området. Toppen på Mount Lanning är 1 820 meter över havet.
Terrängen runt Mount Lanning är kuperad åt sydost, men åt nordväst är den bergig. Trakten är obefolkad. Det finns inga samhällen i närheten. 